# Harry van Beers
Henricus Johannes Gerardus (Harry) van Beers (Heerlen, 3 maart 1956) is een Nederlands politicus van het CDA en een bestuurder.
In 1981 is hij in de bestuurswetenschappen afgestudeerd aan de Rijksuniversiteit Leiden. In dat jaar werd hij beleidsambtenaar bij de gemeente Maastricht en in 1982 werd hij hoofd van de afdeling juridische en bestuurlijke zaken van het Streekgewest Westelijke Mijnstreek in Geleen. Verder was hij in die periode lid van de Provinciale Staten van Limburg. Hiernaast studeerde hij in Leiden rechten waarin hij in 1986 afstudeerde. In 1989 ging Van Beers werken bij de gemeente Oud-Beijerland waar hij naast beleidsmedewerker ook hoofd werd van de sector Middelen en Algemene Zaken. In januari 1993 werd hij gemeentesecretaris van Dalfsen en ruim 10 jaar later volgde zijn benoeming tot burgemeester van Margraten. In april 2009 kwam een einde aan zijn burgemeesterschap toen Van Beers voorzitter werd van het college van bestuur van Innovo; een katholieke onderwijs-organisatie voor basisonderwijs en speciaal (voortgezet) onderwijs op 59 scholen in de regio Zuid- en Midden-Limburg.